# 홍주고등학교
홍주고등학교(洪州高等學校)는 대한민국 충청남도 홍성군 홍성읍 오관리에 있는 사립 고등학교이다.

## 학교 연혁
- 1969년 10월 14일 : 학교법인 월곡학원 설립 허가
- 1974년 1월 5일 : 홍주고등학교 설립 인가(15학급)
- 1974년 3월 1일 : 초대 전원영 교장 취임
- 1974년 3월 12일 : 개교 및 제1회 입학식
- 1993년 3월 3일 : 24학급 남 여 공학
- 2009년 7월 10일 : 학교법인 월곡학원 이규용 이사장 취임
- 2012년 9월 1일 : 학교법인 신암학원으로 변경
- 2023년 1월 3일 : 제47회 208명 졸업(남 143명, 여 65명) 누계 14,381명
- 2023년 3월 1일 : 제14대 유영석 교장 취임
- 2023년 3월 2일 : 제50회 입학식(207명)

## 참고 자료
- 홍주고등학교 - 한국교육학술정보원 학교알리미